# Seals & Crofts
Seals & Crofts waren ein Softrock-Duo, das in den frühen 1970er-Jahren insbesondere durch seinen Hit Summer Breeze bekannt wurde. Es bestand aus James Eugene „Jim“ Seals (* 17. Oktober 1942; † 6. Juni 2022) und Darrell George „Dash“ Crofts (* 14. August 1940).

## Geschichte
Jim Seals und Dash Crofts machten schon Mitte der 1950er in Texas Musik in verschiedenen Formationen, bevor sie 1958 zu der Band The Champs gelangten, die gerade mit Tequila einen großen Hit hatte. 1966 lösten sich die Champs auf. Crofts ging zurück nach Texas, Seals gründete die Band The Dawnbreakers, die jedoch erfolglos blieb.
Anfang der 1970er Jahre kamen die beiden wieder als Duo zusammen, und im Herbst 1972 hatten sie mit Summer Breeze ihre erste Hitnotierung. Es folgten etliche Hits bis 1978 im Stil von Crosby, Stills and Nash und America, vorgetragen mit zweistimmigem Gesang und meist spärlich instrumentiert. Seals spielte Gitarre, Saxophon und Violine, Crofts Gitarre und Mandoline. Bei ihrem Song Get Closer (1976) sang Carolyn Willis mit, die früher mit der Band Honey Cone erfolgreich war.
Danach verloren sie ihren Plattenvertrag bei Warner und zogen sich eine Zeit lang aus dem Musikgeschäft zurück. Beide wurden 1969 Bahai und widmeten sich nun dieser Religion, die fortan auch zum Gegenstand ihrer Songs wurde. 2003 kamen sie für ein Comeback zusammen und veröffentlichten das erste Album seit mehr als 20 Jahren. 2004 und 2005 tourten sie durch Vereinigten Staaten.
Crofts lebte in Mexiko, Australien und Nashville, wo er Country-Musik machte und einige Hit-Singles hatte. Jim Seals ging nach Costa Rica und lebte dort ab 1980 auf einer Kaffeefarm. Er starb im Juni 2022 im Alter von 79 Jahren in Nashville an den Folgen einer chronischen Erkrankung.

## Diskografie

### Alben
| Jahr | Titel                 | Höchstplatzierung, Gesamtwochen, AuszeichnungChartsChartplatzierungen (Jahr, Titel, Platzierungen, Wochen, Auszeichnungen, Anmerkungen) | Anmerkungen                                     |
| Jahr | Titel                 | US | Anmerkungen                                     |
| ---- | --------------------- | --- | ----------------------------------------------- |
| 1970 | Down Home             | US122 (10 Wo.)US | Erstveröffentlichung: September 1970            |
| 1971 | Year of Sunday        | US133 (20 Wo.)US | Erstveröffentlichung: November 1971             |
| 1972 | Summer Breeze         | US7 ×2Doppelplatin · (109 Wo.)US | Erstveröffentlichung: August 1972               |
| 1973 | Diamond Girl          | US4 Gold · (77 Wo.)US | Erstveröffentlichung: April 1973                |
| 1974 | Unborn Child          | US14 Gold · (34 Wo.)US | Erstveröffentlichung: 8. Februar 1974           |
| 1974 | Seals & Crofts I & II | US81 (12 Wo.)US |                                                 |
| 1975 | I’ll Play For You     | US30 Gold · (23 Wo.)US | Erstveröffentlichung: März 1975                 |
| 1975 | Greatest Hits         | US11 ×2Doppelplatin · (54 Wo.)US |                                                 |
| 1976 | Get Closer            | US37 Gold · (29 Wo.)US | Erstveröffentlichung: Mai 1976                  |
| 1976 | Sudan Village         | US73 (10 Wo.)US | Erstveröffentlichung: Dezember 1976 Livealbum   |
| 1977 | One On One            | US118 (7 Wo.)US | Erstveröffentlichung: September 1977 Soundtrack |
| 1978 | Takin’ It Easy        | US78 (13 Wo.)US | Erstveröffentlichung: April 1978                |

Weitere Alben
- 1969: Seals & Crofts
- 1979: Lote Tree
- 1979: Collection
- 1980: The Longest Road
- 2004: Traces

### Singles
| Jahr | Titel Album                                     | Höchstplatzierung, Gesamtwochen, AuszeichnungChartsChartplatzierungen (Jahr, Titel, Album, Platzierungen, Wochen, Auszeichnungen, Anmerkungen) | Anmerkungen                                              |
| Jahr | Titel Album                                     | US | Anmerkungen                                              |
| ---- | ----------------------------------------------- | --- | -------------------------------------------------------- |
| 1972 | Summer Breeze                                   | US6 (18 Wo.)US | Erstveröffentlichung: Juni 1972                          |
| 1973 | Hummingbird Summer Breeze                       | US20 (13 Wo.)US | Erstveröffentlichung: 3. Januar 1973                     |
| 1973 | Diamond Girl                                    | US6 (18 Wo.)US | Erstveröffentlichung: 14. Mai 1973                       |
| 1973 | We May Never Pass This Way (Again) Diamond Girl | US21 (12 Wo.)US | Erstveröffentlichung: 11. September 1973                 |
| 1974 | Unborn Child                                    | US66 (8 Wo.)US | Erstveröffentlichung: 8. Februar 1974                    |
| 1974 | The King of Nothing Unborn Child                | US60 (6 Wo.)US | Erstveröffentlichung: 19. Mai 1974                       |
| 1975 | I’ll Play for You                               | US18 (15 Wo.)US | Erstveröffentlichung: 23. März 1975                      |
| 1976 | Get Closer                                      | US6 (26 Wo.)US | Erstveröffentlichung: 23. März 1976 feat. Carolyn Willis |
| 1976 | Baby I’ll Give It to You Sudan Village          | US58 (7 Wo.)US | Erstveröffentlichung: 6. Oktober 1976                    |
| 1977 | My Fair Share One on One O.S.T.                 | US28 (15 Wo.)US | Erstveröffentlichung: 20. August 1977                    |
| 1978 | You’re the Love Takin’ It Easy                  | US18 (16 Wo.)US | Erstveröffentlichung: 24. März 1978                      |
| 1978 | Takin’ It Easy                                  | US79 (3 Wo.)US | Erstveröffentlichung: 14. Mai 1978                       |

Weitere Singles
- 1971: When I Meet Them
- 1975: Castles in the Sand
- 1977: Goodbye Old Buddies
- 1980: First Love

## Auszeichnungen für Musikverkäufe
| Platin-Schallplatte - Neuseeland - 2022: für die Single Summer Breeze |

Anmerkung: Auszeichnungen in Ländern aus den Charttabellen bzw. Chartboxen sind in ebendiesen zu finden.
| Land/RegionAuszeichnungen für Musikverkäufe (Land/Region, Auszeichnungen, Verkäufe, Quellen) | Gold     | Platin     | Verkäufe  | Quellen          |
| -------------------------------------------------------------------------------------------- | -------- | ---------- | --------- | ---------------- |
| Neuseeland (RMNZ)                                                                            | —        | Platin1    | 30.000    | radioscope.co.nz |
| Vereinigte Staaten (RIAA)                                                                    | 4× Gold4 | 4× Platin4 | 6.000.000 | riaa.com         |
| Insgesamt                                                                                    | 4× Gold4 | 5× Platin5 |           |                  |